# Região geoeconômica Centro-Sul do Brasil

Região geoeconômica Centro-Sul.

A Região geoeconômica Centro-Sul abrange os estados das regiões Sul e Sudeste brasileiros (com exceção do norte de Minas Gerais), além dos estados de Mato Grosso do Sul, Goiás, sul do Tocantins e do Mato Grosso, e o Distrito Federal. Compreende aproximadamente 2,2 milhões de km² (cerca de 25% do território brasileiro). É atualmente a primeira região geoeconômica do país em população e em PIB.

## Geografia

### Relevo

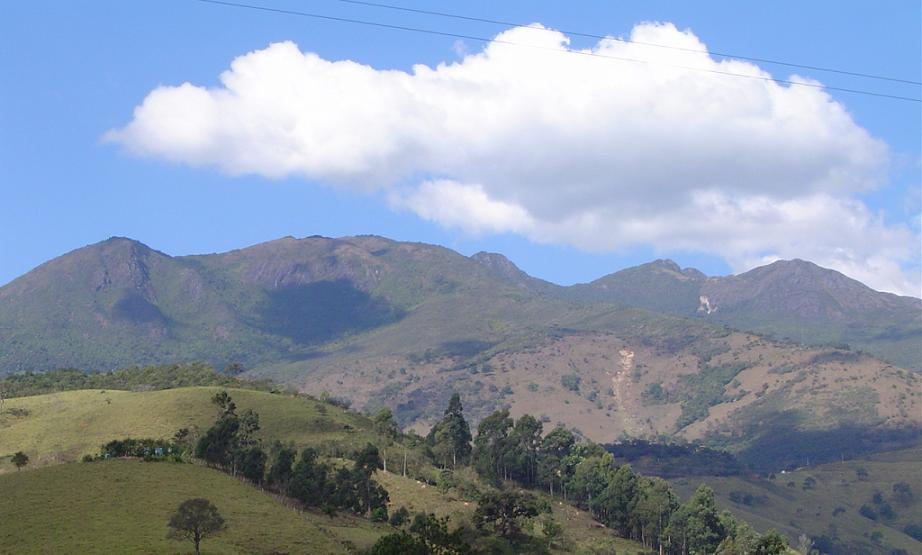
Serra da Mantiqueira, em Minas Gerais.

No extremo leste encontra-se um conjunto de terrenos elevados que são chamados de planaltos e serras do Atlântico-leste-sudeste. No litoral encontram-se as escarpas, que são terrenos acima de 1000 metros de altura, como a Serra do Mar e a Serra da Mantiqueira.
Na porção central localizam-se terras de baixas e médias altitudes, classificadas como planaltos e chapadas da bacia do Paraná. Essas áreas sofreram intensos derrames vulcânicos nas eras anteriores dando origem a um solo extremamente fértil.

### Clima
Essa região é caracterizada por um clima diferente, mas apenas três climas predominam em grande parte dos estados, sendo o clima subtropical, localizado em toda Região Sul, em parte do estado de São Paulo e no sul de Mato Grosso do Sul, o clima tropical, predominante na maior parte do Centro-Sul e o clima tropical de altitude, predominante em áreas serranas de São Paulo. Possui as quatro estações bem definidas, com invernos frios e secos e verões quentes e chuvosos. A temperatura supera os 30 °C no verão e raramente caem para menos de 18 °C. No inverno, a temperatura mínima no sul pode ser inferior a 10 °C, principalmente em São Joaquim, região na Serra Gaúcha (Gramado e Canela) e até em Curitiba.

### Hidrografia
Dentro do Complexo regional do Centro-Sul encontram-se partes de grandes bacias hidrográficas: a do rio Paraná, a do rio São Francisco e uma pequena parte da bacia do Araguaia-Tocantins.
Os rios do Paraná encontram-se em grande parte nos planaltos, onde o relevo é bastante acidentado, proporcionando as condições ideais para a construção de grandes usinas hidrelétricas, como é o caso da Usina de Itaipu.
Uma parte do Rio São Francisco corta a região Centro-Sul, que também é bastante utilizado na produção de energia elétrica. Também é utilizado para irrigação, transporte de pessoas, cargas, etc.
No Paraná se destaca a Mata de Araucárias, que têm como característica árvores muito grandes que resistem ao frio da região e que produzem a sua semente conhecida como pinhão, que é usada nas festas tradicionais e muito apreciada no exterior.
Em São José dos Pinhais - PR há a nascente do Rio Iguaçu, um rio muito importante para a região, pois fornece água para os agricultores e na divisa com a Argentina vai para as Cataratas do Iguaçu, o que faz surgir vários turistas.

## Demografia

### População
A Região Centro-Sul é a de maior PIB e  possui o maior número de habitantes do país, chegando a mais de 110 milhões de habitantes e tendo uma densidade superior a 20 hab/km². Essa região contrasta com partes que possuem pequena densidade como o interior de Minas Gerais, Goiás, Mato Grosso e Mato Grosso do Sul que chegam de 3 a 5 hab/km².

### Grupos étnicos
Assim como em todo o Brasil, ocorreu forte miscigenação entre os indígenas, portugueses e africanos. Os índios que habitavam a região possuíam distintos aspectos culturais, como é o caso dos carijós, conhecidos pelos portugueses por serem pacíficos e abertos à catequese ou os aimorés (ou botocudos), que causaram terror aos colonizadores por atacarem e destruírem vilas inteiras.
No século XIX a imigração europeia e asiática passou a ser incentivada. Os alemães começaram a chegar a partir de 1818, os italianos em 1875, os espanhóis em 1880, os sírios, libaneses e japoneses no início do século XX. Italianos e portugueses formaram a maioria dessa massa de imigrantes, pois a escravidão estava abolida e precisava-se de pessoas para trabalhar nas plantações de café e nas nascentes indústrias brasileiras.
Os alemães estabeleceram-se principalmente no norte de Santa Catarina, na região metropolitana de Curitiba, norte e oeste do Paraná, no Vale do rio Itajaí e no vale do rio dos Sinos no Rio Grande do Sul, e na região serrana do Espírito Santo.

### Migrações
A região  é o  principal  destino  dos migrantes nacionais e internacionais no Brasil. A maior parte do fluxo vem do Nordeste do Brasil, por vários motivos, como terras a preços mais acessíveis, a expansão agrícola e oportunidades de progresso relativamente rápido são fatores responsáveis por essa atração.

### Distribuição populacional

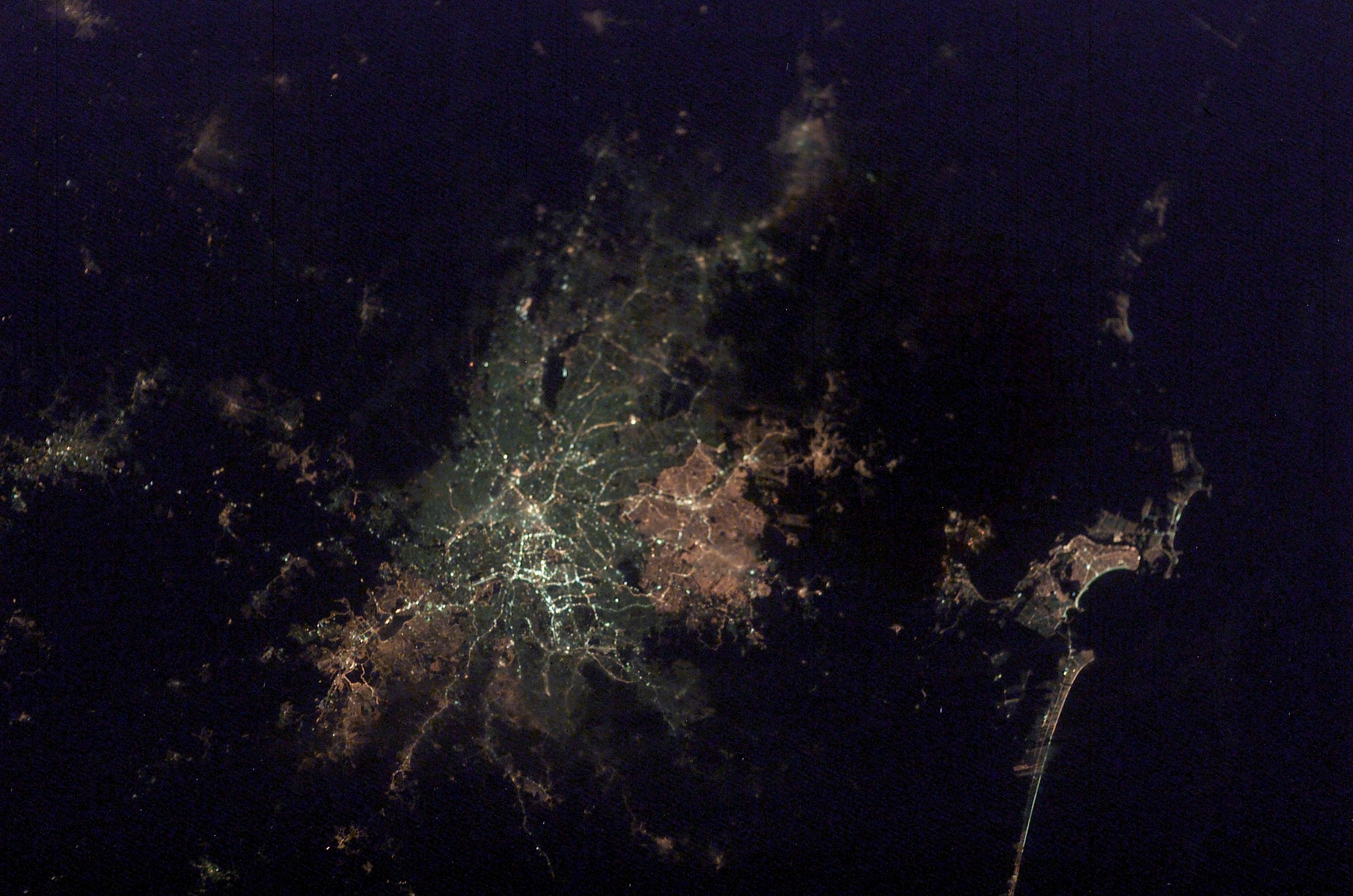
Imagem de satélite da Grande São Paulo à noite vista da Estação Espacial Internacional. Observação: na imagem, o norte está voltado à esquerda. Foto: NASA.

Na região se concentram as três maiores regiões metropolitanas do país, São Paulo, com cerca de 21 milhões de habitantes, Rio de Janeiro, com mais de 11 milhões de habitantes e Belo Horizonte, com cerca de 5 milhões de habitantes. Outras regiões altamente populosas são o Sul, notadamente entre as regiões metropolitanas de Porto Alegre e Curitiba, passando pelas regiões metropolitanas do litoral catarinense, onde residem cerca de 9 milhões de habitantes; e a área entre Brasília e Região Metropolitana de Goiânia, com aproximadamente de 5 milhões de habitantes. Também merece destaque as regiões metropolitanas de Santos e Campinas e de Vitória, o Vale do Paraíba, o eixo rodoviário entre Campinas em São Paulo e o Vale do Aço e Uberlândia, em Minas Gerais. Estas áreas correspondem também às porções mais industrializadas do Brasil. Já os trechos menos populosos localizam-se na Campanha Gaúcha, nos estados de Mato Grosso, Mato Grosso do Sul e interior de Minas Gerais, pois a atividade econômica dominante dessas regiões é a pecuária extensiva, que emprega pouca mão de obra.

## Economia

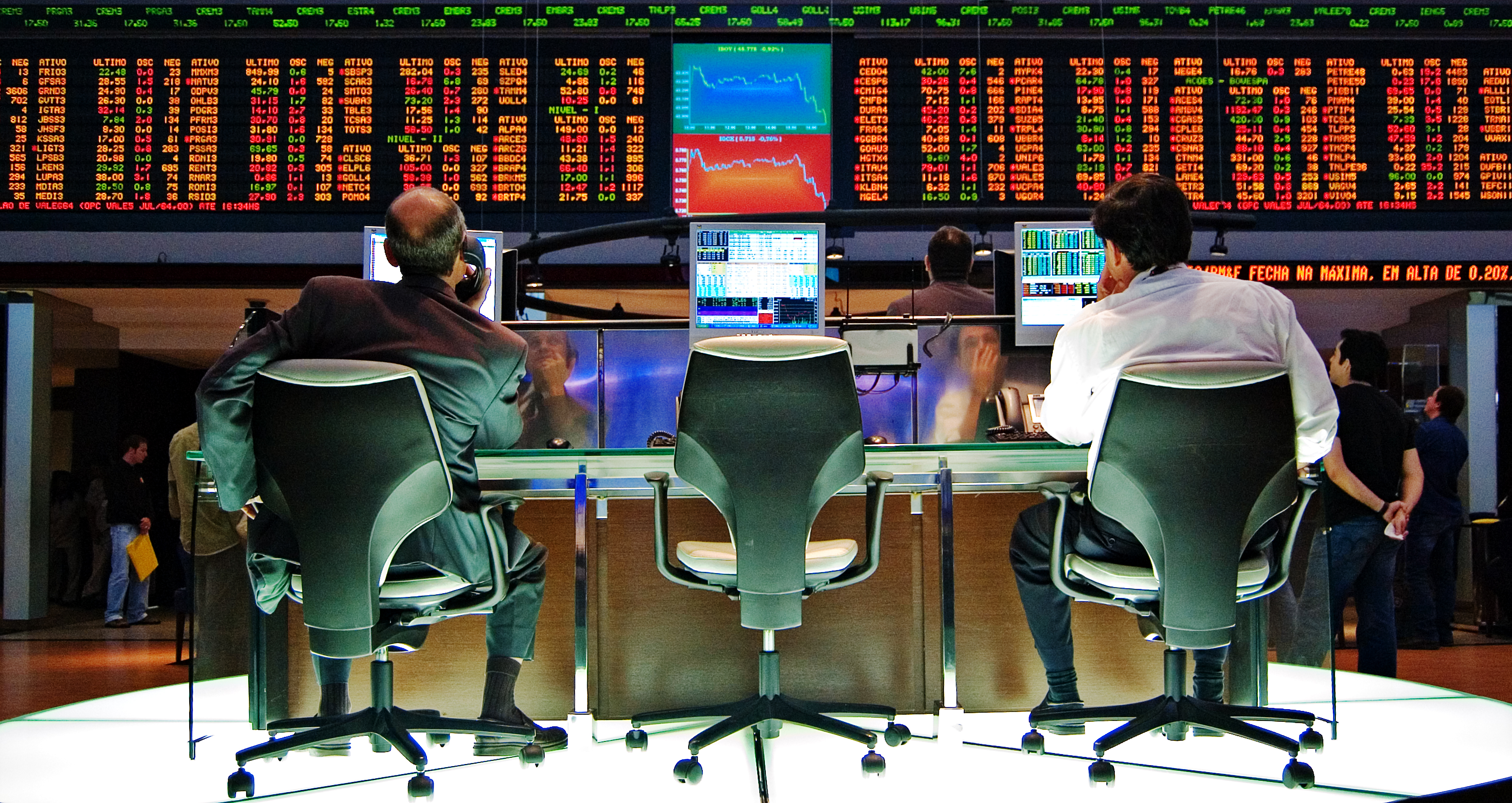
Painel de cotações da B3, em São Paulo, a terceira maior bolsa de valores do mundo, em valor de mercado.

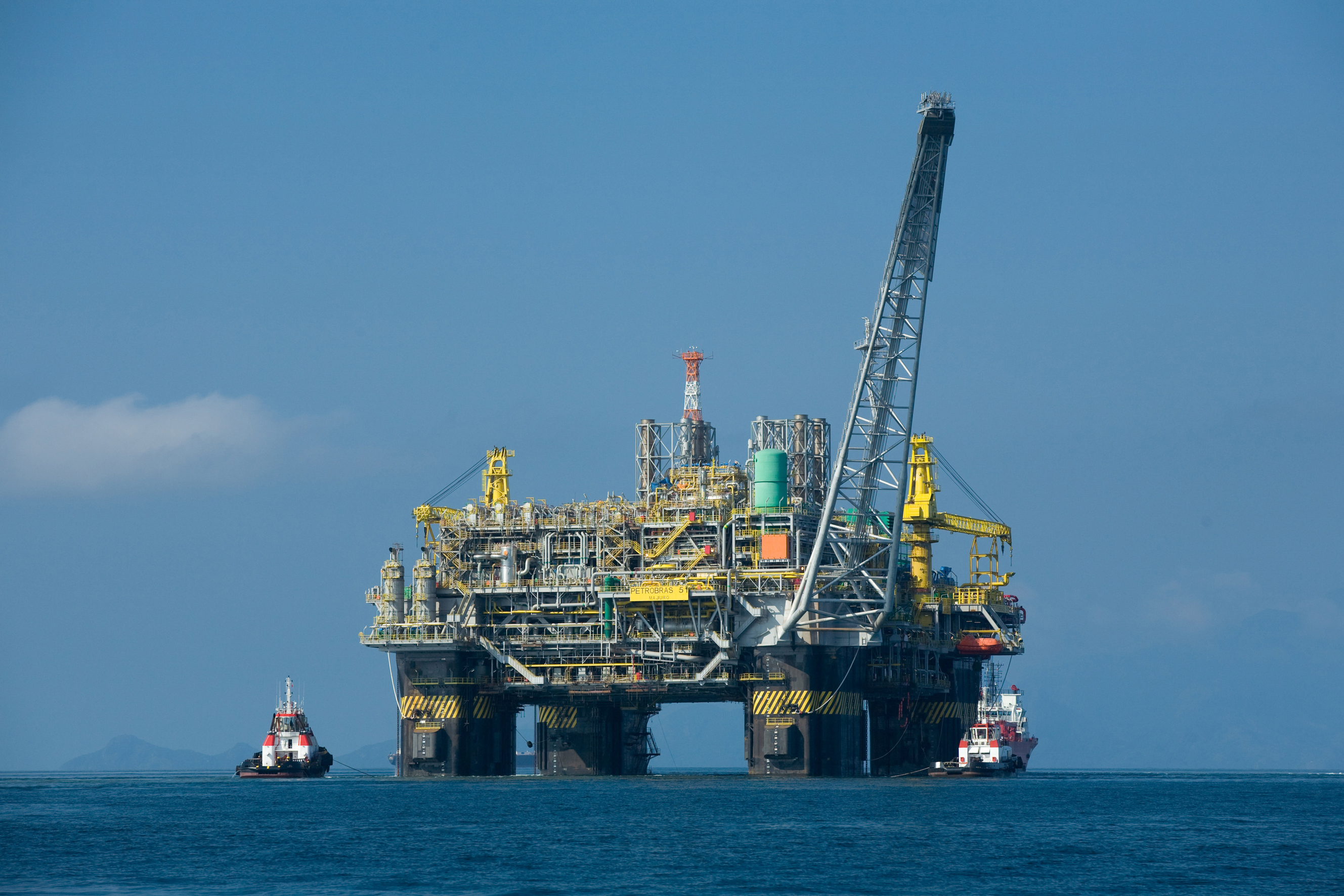
Plataforma petrolífera P-51 da Petrobras na bacia de Campos, estado do Rio de Janeiro.

Esta região possui a economia mais diversificada do país, com intensas atividades econômicas, com o maior índice de aproveitamento de terras para a agricultura e a pecuária, elevadas taxas de industrialização e urbanização. Produzindo a maior parte do produto interno bruto, liderando a produção nacional em todos os setores brasileiros. A base da sua economia é a agricultura de exportação e a indústria.
O Centro-Sul é a região geoeconômica mais industrializada do Brasil. Destacam-se as indústrias metal-mecânica, de álcool e açúcar, têxtil, petroquímica, automobilística e de aviação
As indústrias de destaque do Rio de Janeiro são: siderúrgica, metalúrgica, química e naval. Em São Paulo, a representatividade industrial se caracteriza pela diversidade dos setores automobilísticos, alimentícios, têxtil, químico e de alta tecnologia. 

### Mineração
O subsolo da região é muito rico em minerais, em função da existência de um embasamento cristalino muito antigo. São explorados fosfato, mármore, areia, argila, calcário, caulim, dolomita e talco, além de outras menores (baritina, cálcio). Possui grandes reservas de carvão e xisto e é também a região brasileira que mais produz petróleo e gás natural. Quanto aos minerais metálicos, são explorados ferro, manganês, magnésio, zinco, titânio, nióbio, cobre, níquel, amianto e cromo, além de minerais radioativos como o urânio. É a região mais rica em ouro e pedras preciosas e semipreciosas como diamante, esmeralda, água-marinha, granada, entre outras…

## Culinária
A culinária é diversificada; pode-se citar o churrasco no Rio Grande do Sul, a feijoada no Rio de Janeiro, o barreado e o carneiro no buraco no Paraná, o arroz com pequi em Goiás,  a torta e a moqueca capixaba, muito apreciadas no Espírito Santo.
Além de pratos originais, muitas vezes a influência da imigração se faz presente de maneira marcante. Alguns exemplos e as respectivas regiões onde são mais visíveis são: a culinária alemã no interior de Santa Catarina; italiana e holandesa no leste do Paraná. Tais influências não se restringem somente à gastronomia, contribuindo para enriquecer outros aspectos culturais da região.
Por fim, a cidade de São Paulo é altamente cosmopolita, onde é possível encontrar uma grande diversidade de pratos de diversas regiões do mundo. A cidade também é a capital brasileira da pizza, sendo a segunda maior consumidora do prato no mundo, ficando atrás somente de Nova Iorque.

## Cultura

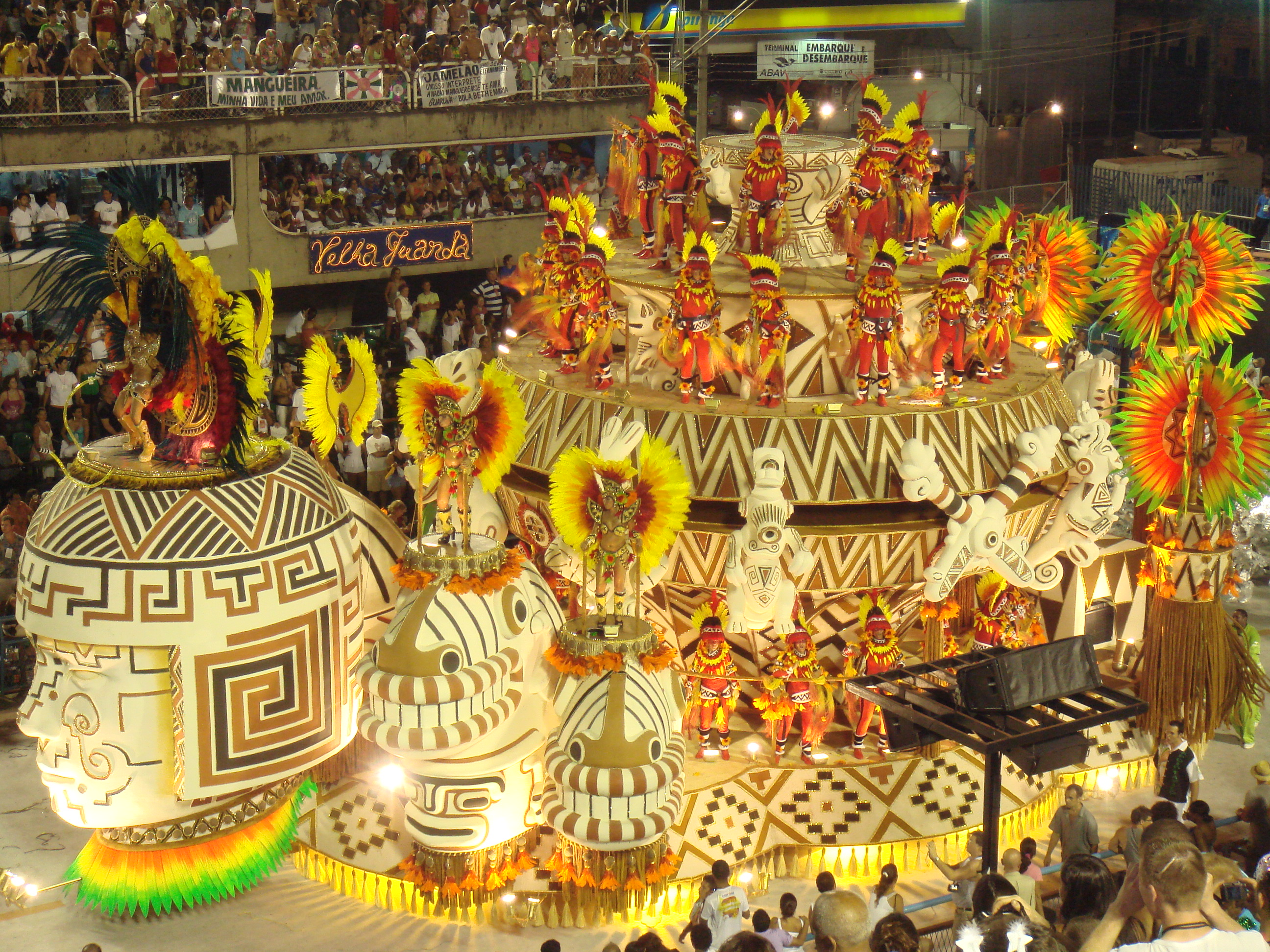
Carnaval do Rio de Janeiro, Brasil, um dos maiores do mundo.

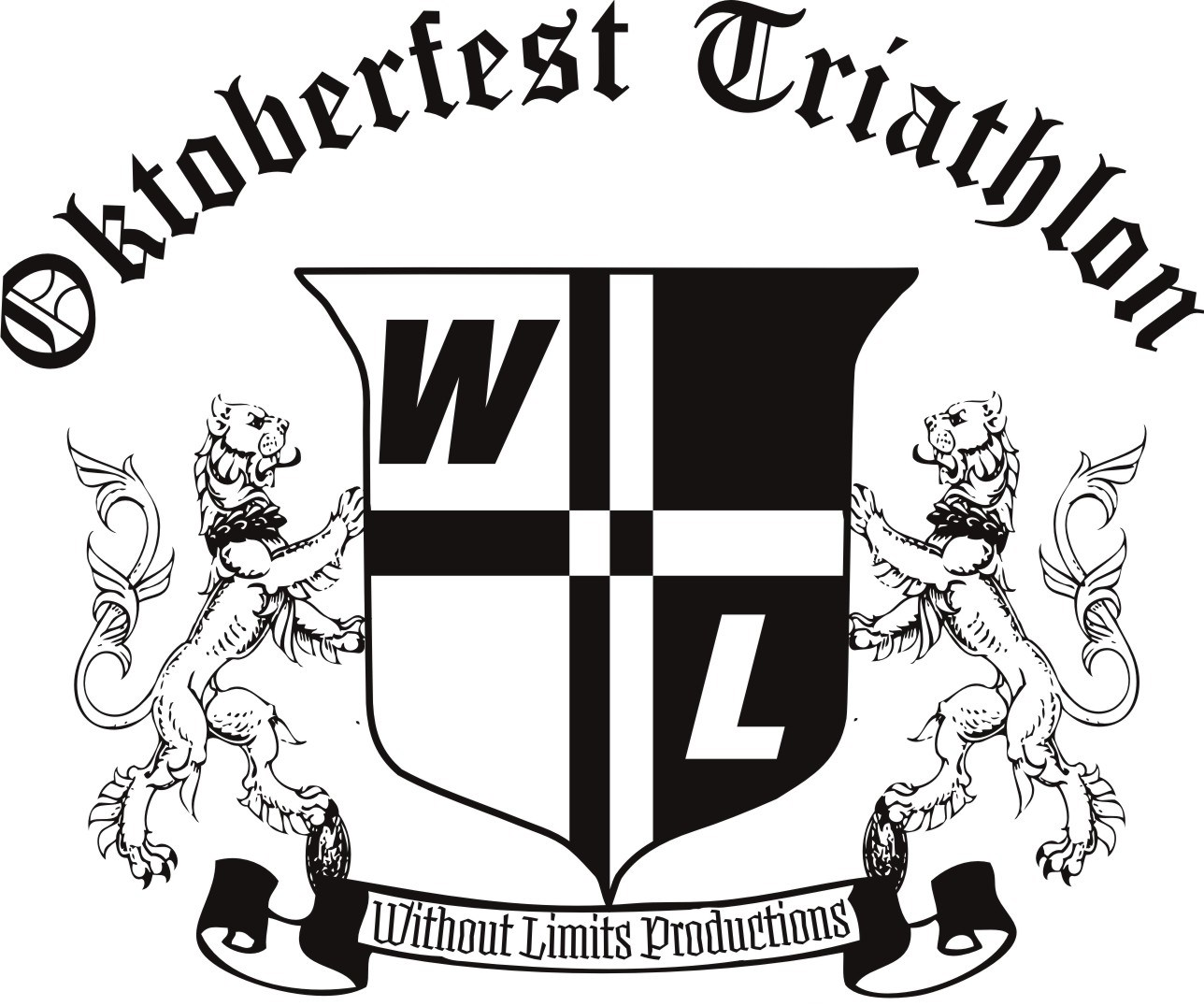
Devido a forte colonização germânica, principalmente alemã, o estado de Santa Catarina carrega até hoje fortes laços com os hábitos e culturas desse povo, como verificado nesse cartaz da Oktoberfest, realizada na cidade de Blumenau, popular festa alemã, realizada na cidade catarinense todos os anos, e a maior desse tipo fora da Europa.

As manifestações mais comuns no país são a música e a dança.
De uma maneira geral, no caso da música encontrada no centro sul pode-se citar inicialmente o samba no Rio de Janeiro e a música sertaneja em Goiás, Minas Gerais, Mato Grosso, Mato Grosso do Sul, Paraná, São Paulo e sul do Rio de Janeiro. Entre as danças tem-se a catira em Goiás e a vaquejada em Minas Gerais.
Algumas festas populares ultrapassam a noção de simples evento no calendário de uma cidade. Pode-se dizer que enquadram-se nesse caso:
- a Oktoberfest de Blumenau, com uma história extraordinária (nascida de uma catástrofe para congregar a população da cidade);
- a Festa da Uva em Caxias do Sul, iniciada em 1931 e associada à viticultura.
- a Fenadoce em Pelotas

Um traço característico forte vem do encontro dos países vizinhos (platinos) - Argentina, Uruguai e Paraguai, que deu origem a uma variedade de tradições conhecidas como gaúchas. São praticadas principalmente na região que se estende do Rio Grande do Sul ao Paraná e cultivadas em associações. O churrasco e o chimarrão, mais do que gastronomia, são essencialmente atos de vida social. No extremo sul do país é comum que se associe ao churrasco a música e dança típicas.
A dança gaúcha tem uma elegância semelhante ao samba de salão, praticado no Rio de Janeiro nos anos 50-60. Diferente do fenômeno de danças de moda ou de estação, de vida curta (e, frequentemente vulgares), a dança gaúcha se destaca pela consistência: os gestos e coreografias são marcadamente característicos. Entre elas tem-se o vanerão, o bugio e a milonga. São também bastante peculiares:
- chula, um desafio entre dois dançarinos, onde um busca executar passos mais complexos que o outro; e
- dança de facões, que, além de utilizar esse objeto, seria uma referência ao seu uso pelos desbravadores.